# Heinrich Ruth
Heinrich Ruth (* 13. April 1815 in Fronhausen im Landkreis Marburg-Biedenkopf; † 29. Juni 1882 ebenda) war ein deutscher Bürgermeister und Mitglied der Zweiten Kammer der kurhessischen Ständeversammlung.

## Leben
Heinrich Ruth war in seinem Heimatort Fronhausen Bürgermeister und erhielt in dieser Funktion ein Mandat für die Zweite Kammer der kurhessischen Ständeversammlung. 
Diese wurde nach den Unruhen im Jahre 1830 zum Zweck der Beratung und Verabschiedung einer Verfassung gebildet und hatte bis 1866 Bestand, als das Land Hessen durch Preußen annektiert wurde. Er wurde im Wahlkreis Marburg (Land) gewählt, zählte zu den Regierungsfreundlichen und blieb bis 1858 im Parlament.